# Thermal Imaging Stand-Alone System
Das Thermal Imaging Stand-Alone System (TISAS) ist ein militärisches Wärmebildgerät der israelischen Firma Elbit.
Das TISAS wurde als Nachrüstgerät für ältere sowjetische Kampfpanzer, wie T-55, T-72, T-80 und T-90, konzipiert, die (zum Teil mehr als 50 Jahre nach ihrer Indienststellung) international (immer noch) in großer Zahl im Einsatz sind. Das System ist so konzipiert, dass es relativ einfach gegen die vorhandenen Zielfernrohre bzw. Feuerleitgeräte ausgetauscht werden kann und diese komplett ersetzt. Das stand alone in der Bezeichnung bezieht sich dabei auf die Fähigkeit, unabhängig von vorhandener Elektronik bzw. Schnittstellen zu arbeiten.
Das System ist modular aufgebaut und besteht aus einem Hochleistungswärmebildgerät, einem digitalen Feuerleitcomputer und den entsprechenden Bildschirmen für Kommandant und Richtschütze.

## Einsatzstaaten
Das TISAS wird von der indischen Armee in ihren T-72 eingesetzt. Im Jahre 2001 wurden 300 TISAS für die etwa 1.600 T-72-Panzer beschafft.